# Mycomya malkini
Mycomya malkini är en tvåvingeart som beskrevs av Vaisanen 1983. Mycomya malkini ingår i släktet Mycomya och familjen svampmyggor. Inga underarter finns listade i Catalogue of Life.